# Funcheira

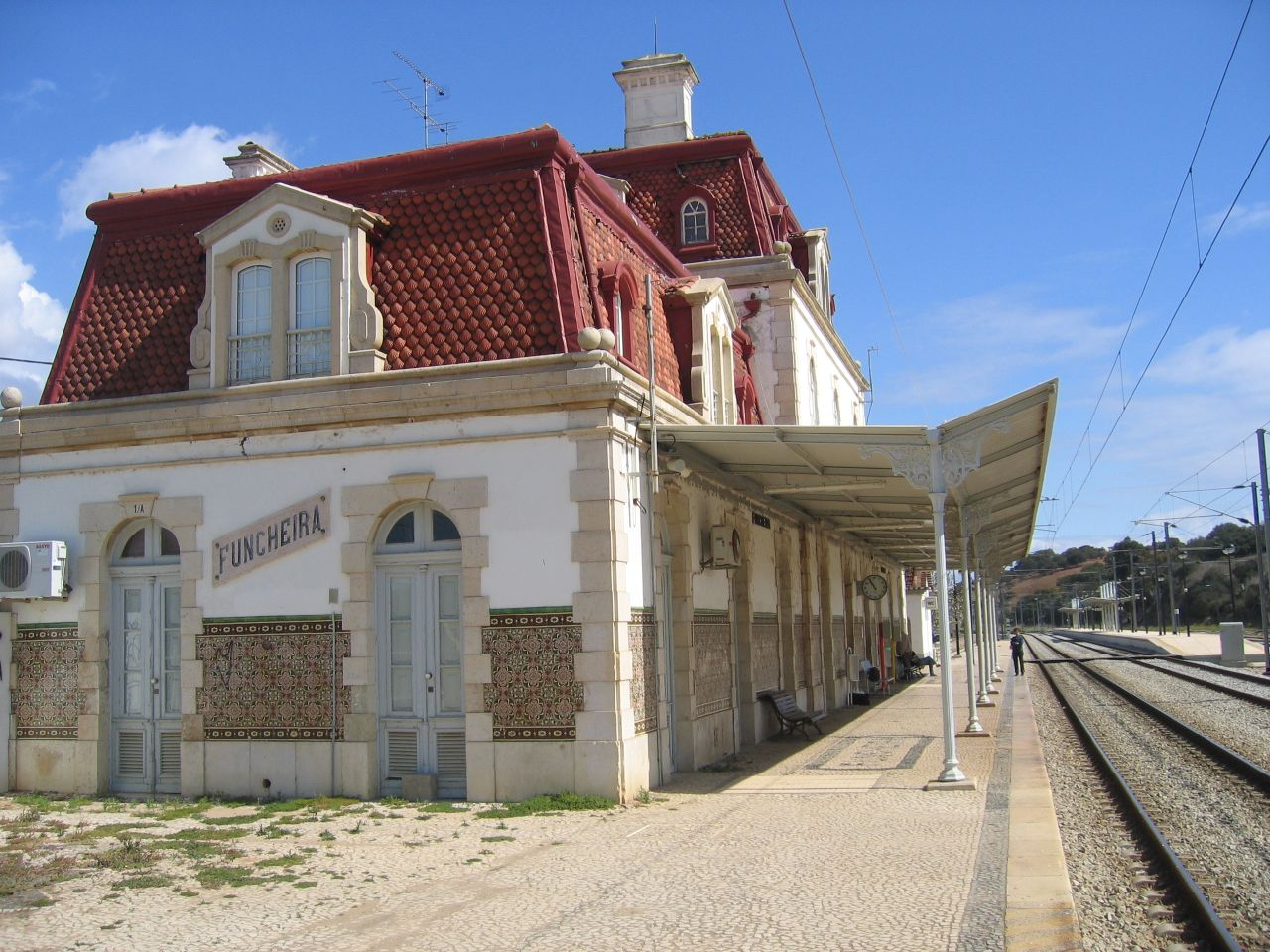
Historischer Bahnhof von Funcheira

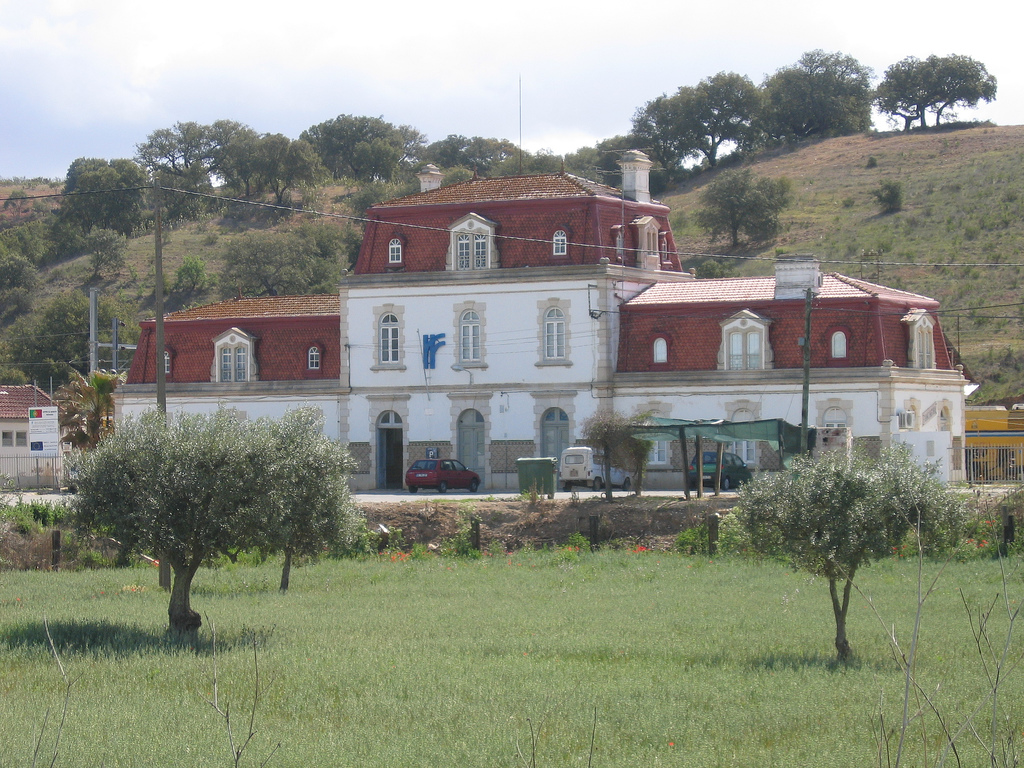
Historischer Bahnhof von Funcheira

Der Ort (Vila) Funcheira liegt in der Nähe der Gemeinde Garvão Freguesia im Alentejo im südlichen Portugal.
Funcheira hatte im Jahre 2001 etwa 1.250 Einwohner auf einer Fläche von 42,5 km². Bekannt ist Funcheira wegen seines Bahnhofs. Es handelt sich um ein historisches Gebäude, das am Ende des 19. Jahrhunderts gebaut wurde. In Funcheira trafen die beiden Haupteisenbahnverbindungen Linha do Sul und Linha do Alentejo zusammen. 2012 wurde der Betrieb auf der Linha do Alentejo von Beja nach Funcheira eingestellt. Es bleiben somit nur noch die Züge auf der Linha do Sul. Von hier aus setzen die Züge ihre Reise in Richtung Süden durch das Gebirge mit dem Ziel Algarve fort.
Koordinaten: 37° 44′ N, 8° 20′ W